# Tioketon

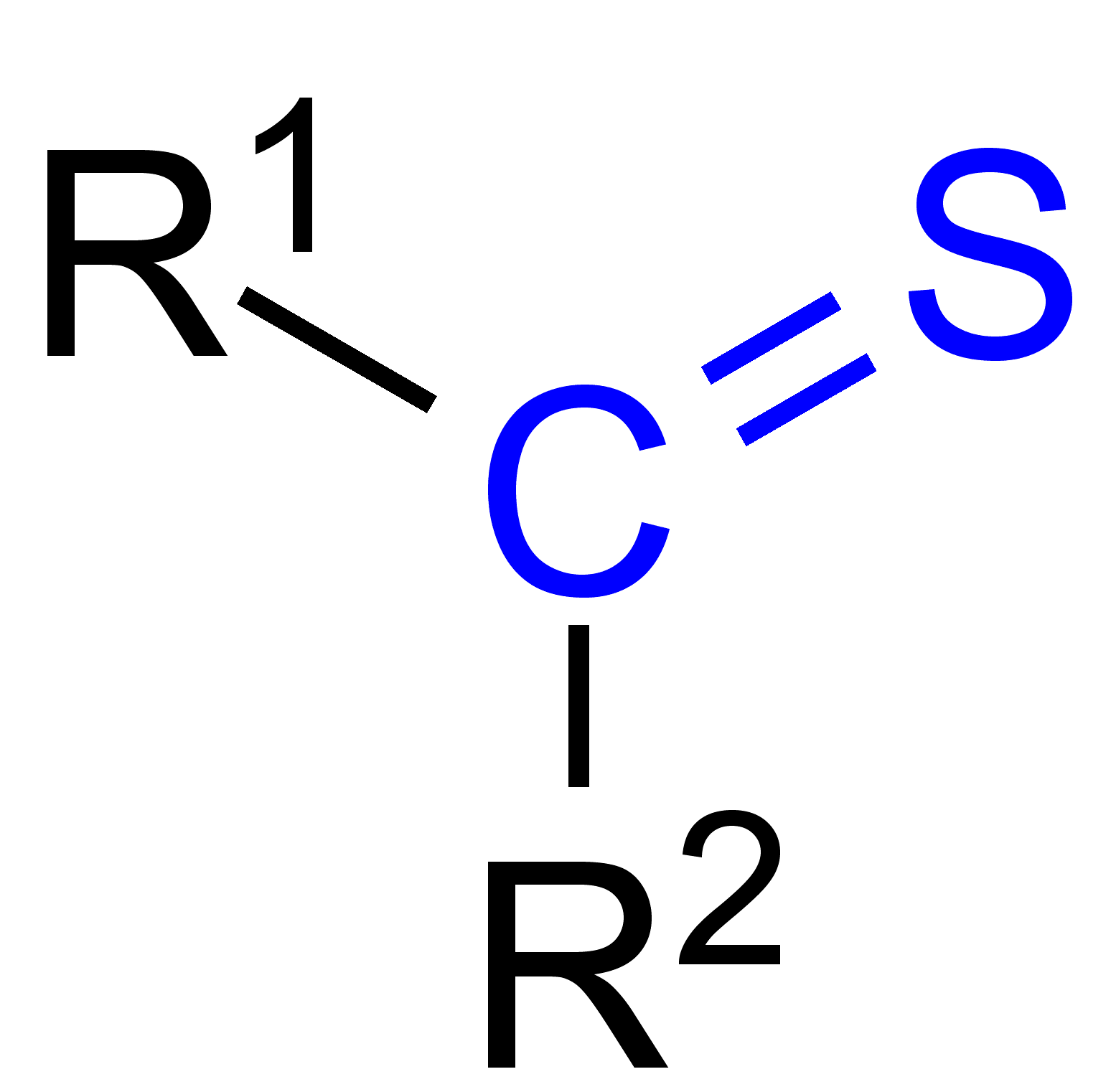
A tioketonok általános képlete

A tioketonok (más néven tionok vagy tiokarbonilok) kénorganikus vegyületek, a ketonok kéntartalmú megfelelői. Általános képletük R2C=S. A sztérikusan nem gátolt alkiltioketonok polimerizációra vagy gyűrűképzésre hajlamosak.

## Előállításuk
Többnyire ketonokból állítják elő olyan reagensek felhasználásával, melyek az oxigént kénatomra cserélik. Az egyik gyakran használt anyag a foszfor-pentaszulfid és származéka, a Lawesson-reagens. Egy másik eljárásban hidrogén-klorid és hidrogén-szulfid keverékét használják. Ezeken kívül bisz(trimetilszilil)szulfid is alkalmazható.

## Tiobenzofenon és szelenobenzofenon, a prototípusok

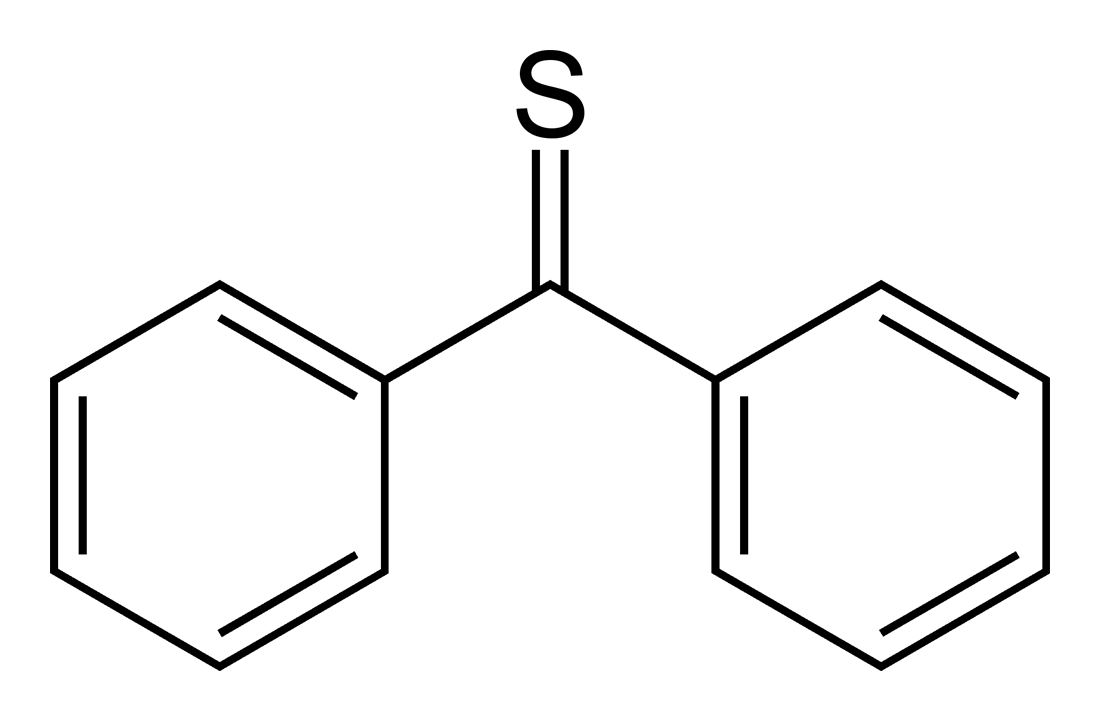
A tiobenzofenon szerkezeti képlete

A tiobenzofenon ((C6H5)2CS) stabil, mélykék színű vegyület, amely jól oldódik szerves oldószerekben. Levegőn fotooxidáció révén benzofenonná és kénné alakul. Felfedezése óta számos rokon tioketont állítottak elő. A tioketonok szeléntartalmú megfelelői reakcióképesebbek. A szelenobenzofenon reveribilisen dimerizálódik, és ismert róla, hogy 1,3-diénekkel – a Diels–Alder-reakcióhoz hasonló – cikloaddíciós reakcióba lép.

## Fordítás
Ez a szócikk részben vagy egészben  a   Thioketone című angol Wikipédia-szócikk ezen változatának fordításán alapul.  Az eredeti cikk szerkesztőit annak laptörténete sorolja fel. Ez a jelzés csupán a megfogalmazás eredetét és a szerzői jogokat jelzi, nem szolgál a cikkben szereplő információk forrásmegjelöléseként.